# Tina Henneberg
Tina Henneberg, geb. Martina Schrank (* 11. Januar 1962 in Berlin) ist eine deutsche Filmwissenschaftlerin und Redakteurin beim rbb (Rundfunk Berlin-Brandenburg).

## Leben
Bereits während der Zeit an der Polytechnischen Oberschule moderierte sie im Fernsehen der DDR die Sportsendung für Kinder Mach mit, mach’s nach, mach’s besser (mit Gerhard Adolph). Nach dem Abitur studierte sie von 1982 bis 1986 Film- und Fernsehwissenschaft an der Hochschule für Film und Fernsehen „Konrad Wolf“ in Potsdam-Babelsberg und schloss mit dem Diplom ab. Ihre Karriere im Kinder- und Jugendfernsehen der DDR setzte sie ab 1985 als Redakteurin und Moderatorin für die Jugendsendung KLIK fort. Im Herbst 1989 wechselte sie u. a. zusammen mit Victoria Herrmann zur Jugendsendung Elf 99, in deren Redaktion sie bis Dezember 1991 arbeitete.
Nach dem Ende des DFF arbeitete sie bis 1993 als freie Moderatorin für die Sendereihe Unverblümt im MDR.
Nach mehreren Teilnahmen an der Berlinale als Mitglied der Leserjury einer Berliner Tageszeitung arbeitet sie seit 2005 im Familienprogramm des rbb in Potsdam, unter anderem an den Sendungen Unser Sandmännchen und Quergelesen und deren Internetauftritten.
Von Mai bis November 2005 war sie außerdem als freiberufliche Autorin für die Kinderzeitschrift FRÖSI tätig. Tina Henneberg lebt in Berlin.